# Inner-Rötjärnen
Inner-Rötjärnen är en sjö i Örnsköldsviks kommun i Ångermanland och ingår i Idbyån-Moälvens kustområde.